# Paso Francés (Nueva Zelanda)
El Paso Francés (en inglés: French Pass; también en maorí: Te Aumiti) es un tramo estrecho y peligroso de agua que separa la isla D'Urville, en el extremo norte de la Isla Sur de Nueva Zelanda, de la costa continental. En un extremo está la bahía de Tasmania, y en el otro extremo Pelorus Sound, que lleva al estrecho de Cook.
El Paso francés tiene los más rápidos flujos de marea en Nueva Zelanda, llegando a 8 nudos (4 m/s). Cuando se producen cambios de marea, la corriente puede ser suficientemente fuerte como para aturdir a los peces. Las tribus locales son los Ngāti Koata y los Ngāti kuia.